# لويس في. بالدوين
لويس في. بالدوين (بالإنجليزية: Lewis V. Baldwin)‏ هو مؤرخ أمريكي، ولد في 1949.